# Богарне, Дарья Евгеньевна
Графиня Да́рья Евге́ньевна Богарне́ (28 февраля 1870, Санкт-Петербург — 5 ноября 1937, Ленинград) — дочь князя Евгения Максимилиановича Рома́новского, герцога Лейхтенбергского и его первой морганатической супруги Дарьи Константиновны Опочининой (1845—1870). Правнучка Николая I и праправнучка императрицы Жозефины Бонапарт, императора Павла I и М. И. Кутузова.

## Биография
Графиня Дарья Евгеньевна Богарнэ родилась в Мариинском дворце — дворце своей бабушки, великой княгини Марии Николаевны. Крещена 19 марта 1870 года в церкви Мариинского дворца при восприемстве Александра II и великой княгини Марии Фёдоровны.
После рождения фактически осталась сиротой: мать, Дарья Константиновна, скончалась вскоре после родов; отец, герцог Евгений Лейхтенбергский, отправился в действующую армию. Долли, как её звали в семейном кругу, осталась на попечении бабушки и тёток.
С 1884 года после продажи Мариинского дворца в казну жила в особняке на Английской наб., 44. Училась во Франции (лицей в Париже) и Германии (гимназия в Карлсруэ). Свободно говорила на немецком, английском, французском и итальянском языке.
В 1905 году (будучи замужем и имея троих детей) Дарья Евгеньевна уехала в Париж, где в 1906 году окончила Сорбонну. Во время Первой мировой войны окончила курсы сестёр милосердия и на свои средства в январе 1917 года организовала санитарный отряд, с которым отправилась на австрийский фронт. Февральскую революцию, по её словам, она встретила восторженно, приказав поднять над лазаретом красный флаг. Но в октябре 1917 года графиня Богарне уехала в Германию, где приняла баварское подданство.
Через год, в октябре 1918 года, в самый разгар гражданской войны, вернулась в Советскую Россию. Официальной причиной своего возвращения она потом называла командировку по линии австрийского Красного Креста. Вместе с гражданским мужем Виктором Маркизетти проживала в квартире на ул. Моховой, д. 36 и работала в библиотеке издательства «Всемирная литература», организованного М. Горьким для издания классической литературы в СССР.
В 1924 году, когда издательство прекратило своё существование, его библиотека превратилась в иностранный отдел Государственной Публичной библиотеки (ныне — Российская национальная библиотека в Петербурге).
В 1927 году приняла гражданство СССР, сменив имя на Дору Евгеньевну Лейхтенберг и сделав себя на 11 лет моложе. В личной анкете она указывала: год рождения 1881, место рождения г. Мюнхен, национальность — немецкая, подданство — баварское. В 1929 году во время очередных чисток началась проверка деятельности отдела библиотеки, которым руководил Маркизетти. Дору Евгеньевну вызвали на комиссию, она заявила, что связана с ОГПУ, но её уволили с резолюцией: «…несмотря на то, что со времён Октябрьской революции Д. Е. Лейхтенберг живёт и работает в Советской России, она не изжила характерных черт своего класса, проявляющихся до сих пор в её взаимоотношениях с сотрудниками, в частности есть определённые указания на антисемитизм и высокомерие».
Работу в библиотеке она возобновила в 1931 году. Но в августе 1937 года Маркизетти и Лейхтенберг снова были уволены, а 10 сентября арестованы. Обвинены в принадлежности к «монархической террористической организации и за связь со шпионско-террористической группой германских политических эмигрантов, созданной гестапо». Комиссия НКВД 29 октября 1937 года по статье 58-1а УК РСФСР приговорила гражданку Д. Е. Лейхтенберг к высшей мере наказания в особом порядке («суду не подлежала»). 5 ноября того же года расстреляна.
В мае 1989 года реабилитирована посмертно.

## Браки и дети

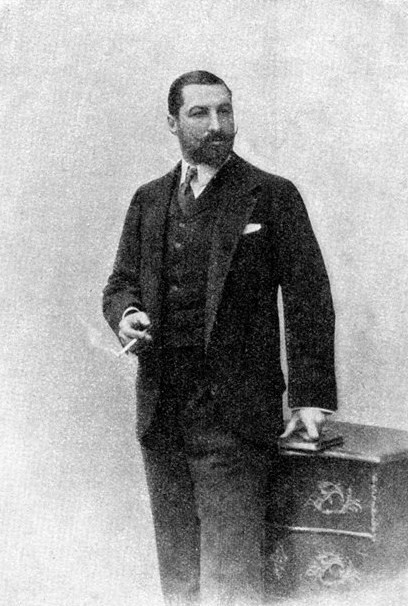
Лев Михайлович Кочубей

Первый муж (с 7 сентября 1893 года; Баден-Баден) — князь Лев Михайлович Кочубей (1862—1927), сын Михаила Викторовича и Александры Просперовны, урождённой Алисы де Брессан; богатый наследник прославленной фамилии. Брак закончился разводом в 1910 году (фактически разъехались в 1905 году). Жил с детьми в  особняке на Английской наб., д. 44. В 1918 году из Петрограда через Полтаву выехал с детьми в Париж.
- Евгений Львович Кочубей-Богарне (24.07.1894—06.11.1951)[3], от брака с Хелен Пирс имел четырех дочерей, одна из них, Диана Кочубей де Богарне, почти 20 лет была женой французского писателя и мыслителя Жоржа Батая.
- Елена Львовна (1898— ?)
- Наталья Львовна (18.10.1899—1979), перешла в католичество, монахиня в Висбадене, под именем Софии, в конце жизни была настоятельницей доминиканского монастыря в Фрибурге.

Второй муж (с 1911 года) —  барон Владимир Евгеньевич (Вольдемар) фон Гревениц (1872—1916), командир линкора «Полтава». Жил с женой в Петербурге в доме на Английском пр-те, д. 26. Брак продлился всего два года, после чего супруги разъехались.
Третий муж  — Виктор Александрович Маркецетти (Victor Markezetti; 1874—1938), австрийский подданный, майор генштаба австро-венгерской армии, шифровальщик и начальник отдела радиослужб. В 1918 году работал в Петрограде в Комиссии по улучшению быта австро-венгерских военнопленных.
Брак не афишировался. Расстрелян.